# Incidents de Tindouf
 (mars 2025).
Motif : Création prématurée sans un véritable travail encyclopédique, réalisée par un [|militant politique].
Absence de sources secondaires traitant précisément de ces incidents de Tindouf avec des études fiables.
L’article, dans sa quasi-totalité, repose uniquement sur les écrits du journal Le Monde.
En l’état, ces informations pourraient être incluses dans les articles traitant des relations algéro-marocaines.
- Archive Wikiwix
- Bing
- Cairn
- DuckDuckGo
- E. Universalis
- Gallica
- Google
- G. Books
- G. News
- G. Scholar
- Persée
- Qwant
- (zh) Baidu
- (ru) Yandex
- (wd) trouver des œuvres sur Wikidata

| 1. | Préciser le motif de la pose du bandeau. | Précisez le motif de la pose du bandeau en utilisant la syntaxe suivante : {{admissibilité à vérifier\|date=mars 2025\|motif=remplacez ce texte par le motif}}                            |
| 2. | Informer les utilisateurs concernés.     | Pensez à avertir le créateur de l'article, par exemple, en insérant le code ci-dessous sur sa page de discussion : {{subst:avertissement admissibilité à vérifier\|Incidents de Tindouf}} |

Les incidents de Tindouf désignent les affrontements des 8 et 9 octobre 1962 opposant l'Armée nationale populaire à des représentants locaux du gouvernement marocain et des membres des tribus Reguibat dans la ville algérienne de Tindouf. Les combats cessent le 9 octobre, après la reddition du caïd de la ville et de ses partisans.

## Contexte
En juillet 1961, alors qu'il existe une revendication marocaine sur le tracé de la frontière entre l'Algérie et le Maroc, le roi Hassan II et Ferhat Abbas, le président du Gouvernement provisoire de la République algérienne (GPRA), reconnaissent l’existence d’un contentieux territorial et décident d’en différer l’étude jusqu’à l’indépendance de l’Algérie.
Après la proclamation de l'indépendance algérienne, le 1er juillet 1962, des éléments civils et militaires marocains occupent des postes à la frontière entre l'Algérie et le Maroc. Les protestations et la réaction militaire des autorités algériennes conduisent les autorités marocaines à retirer ses forces armées.
Le 4 septembre 1962, selon les autorités marocaines, les militaires algériens tirent sur des manifestants qui demandent le rattachement de Tindouf au Maroc, faisant plusieurs morts. Les autorités algériennes proposent alors la formation d'une « commission mixte » pour enquêter sur ces « prétendus incidents ».

## Déroulement
Le 2 octobre 1962, le commandant local de l'Armée nationale populaire (ANP) algérienne donne l’ordre au caïd chérifien de Tindouf de retirer le drapeau marocain flottant sur la casbah de la ville et de rendre les armes en sa possession,. Le caïd Hamdi Ould Salek refuse, et le 8 octobre, l’armée algérienne encercle la citadelle avant de bombarder au canon la maison du caïd et la casbah. S’ensuit alors un affrontement de plusieurs heures entre l’ANP et les tribus reguibat de Tindouf,,,. Selon différentes sources, les combats font de 3 à 138 morts parmi les insurgés Reguibat, — qui reçoivent du Maroc des subsides. Ces derniers, écrasés sous des obus de mortiers, finissent par se rendre avant d’être faits prisonniers — dont le caïd et sa famille — par les Algériens,. Les représentants des autorités marocaines sont chassés de Tindouf le 9 octobre. 
À Alger, les autorités déclarent que « les incidents qui se sont produits le 9 octobre à Tindouf, dans le Sahara, ont été démesurément grossis » et que « pour le gouvernement algérien l'affaire est classée ». Selon le cabinet du colonel Houari Boumédiène, « les incidents du 9 octobre ne sont ni plus graves ni plus alarmants que ceux qui se produisent périodiquement aux frontières des pays de tous les continents » et sont « inhérents à la position géographique de Tindouf ». Le préfet algérien du département de la Saoura se rend alors sur place pour « se rendre compte de la situation » et souligne « l'amitié algéro-marocaine qui mènera un jour au grand Maghreb ».
Le quotidien Le Monde, selon des sources qu'il qualifie de « milieux français autorisés », rapporte que les forces militaires françaises situées dans le secteurs de Tindouf, ne sont pas intervenues lors des affrontements. Par contre l'armée française a donné aux Algériens une aide sanitaire pour soigner des blessés et les évacuer sur des centres de soins.

## Conséquences
Après cette série de troubles à Tindouf, le calme revient dans la région. Les Marocains de la ville sont tout de même contraints, par divers moyens, d’adopter la nationalité algérienne. Ils sont notamment obligés de participer aux consultations électorales et des taxes illégales sont imposées aux commerçants marocains. Fin août 1963, cinquante habitants marocains de Tindouf sont expulsés par les autorités locales algériennes annonce Maghreb Arabe Presse : ils avaient été sommés de choisir entre renoncer à leur citoyenneté marocaine pour devenir Algériens ou quitter le pays, car leur présence à Tindouf était « en contradiction avec les règlements de la police concernant le séjour des étrangers sur le territoire de la République algérienne ». Les Algériens ont notamment interdit à ces citoyens marocains d’emporter avec eux au Maroc leurs biens et leur cheptel.
Le 15 janvier 1969, le roi Hassan II et le président Houari Boumédiène signent le traité d'Ifrane, le Maroc y renonce notamment à ses revendications sur Tindouf. Toutefois les Algériens reprochent aux autorités marocaines de n'avoir pas ratifié ce texte, ce qui n'est pas le cas d'Alger.